# Corfu Trail
De Corfu Trail is een langeafstandswandelpad op Korfoe in Griekenland. De bewegwijzerde (zwarte pijl op gele ruit) route is meer 180 kilometer lang. De wandelroute heeft verschillende stopplaatsen: Kavos,Lefkimi, Agios Georgios Argyradon, Ano Pavliana, Benitses, Pelekas, Liapades, Agios Georgios Pagon, Rekini, Spartylas, Kaminaki,Oud-Perithia, Agios Spyrido.